# Ambacourt
Ambacourt je francouzská obec v departementu Vosges, v regionu Grand Est, 30 kilometrů od Épinal. Obcí protéká říčka Madon.

## Památky
- kostel sv. Petra

## Zajímavost
Ambacourt je rodnou obcí Françoise Chopina, dědečka Frédérica Chopina.

## Vývoj počtu obyvatel
Počet obyvatel